# Fontaniva
Fontaniva är en ort och kommun i provinsen Padova i regionen Veneto i Italien. Kommunen hade 8 011 invånare (2018).